# 임금의 철칙
임금의 철칙(독일어: Ehernes Lohngesetz)은 실질임금이 항상 장기적으로 노동자의 생활을 유지할 수 있는 최저임금으로 수렴하는 경향이 있다는 경제학 법칙이다. 19세기 중반에 페르디난트 라살이 처음 명명했다. 임금의 철칙은 데이비드 리카도의 지대론, 토머스 맬서스의 경쟁인구론 등의 영향을 받아 만들어졌다. 라살은 노동의 시장가격(노동자의 생계유지에 필요한 최소한으로 수렴하는 경향이 있는)은 노동인구의 증가에 따라 항상 또는 거의 항상 감소할 것이고, 역도 성립한다고 주장했다.
카를 마르크스와 프리드리히 엥겔스는 『고타 강령 비판』(1875년)에서 라살이 이 법칙을 절대화한다고 비판했다. 마르크스는 실질임금이 최저수준으로 하락하는 경향이 분명히 있지만, 노동자들의 경제투쟁을 통해 그 반대 방향으로 작용하는 경향도 있다고 비판했다. 또한 마르크스는 라살이 리카도를 오해하고 있다고 비판했고, 또 맬서스를 근거로 삼는 것 자체를 비판했다. 맬서스 인구론은 생산능력의 증가는 인구의 증가로 귀결되기 때문에 인류의 절대다수는 가난 속에 살 수 밖에 없다는 운명론이기 때문이다.